# فدراسیون اسکی ایران
فدراسیون اسکی و ورزش های زمستانی یکی از فدراسیون‌های ورزشی در ایران است که اداره کلیه امور رشته‌های ورزشی آلپاین، صحرانوردی، اسنوبرد، هاکی روی یخ، اسکی چمن، فری استایل و رول اسکی را برعهده دارد.

در سال ۱۳۲۵، پانزده فدراسیون از جمله فدراسیون اسکی تأسیس و آغاز به کارکردند. فدراسیون اسکی ایران در حال حاضر یکی از اعضای فدراسیون بین‌المللی اسکی (FIS) است و در چندین کمیته این فدراسیون صاحب کرسی است. 

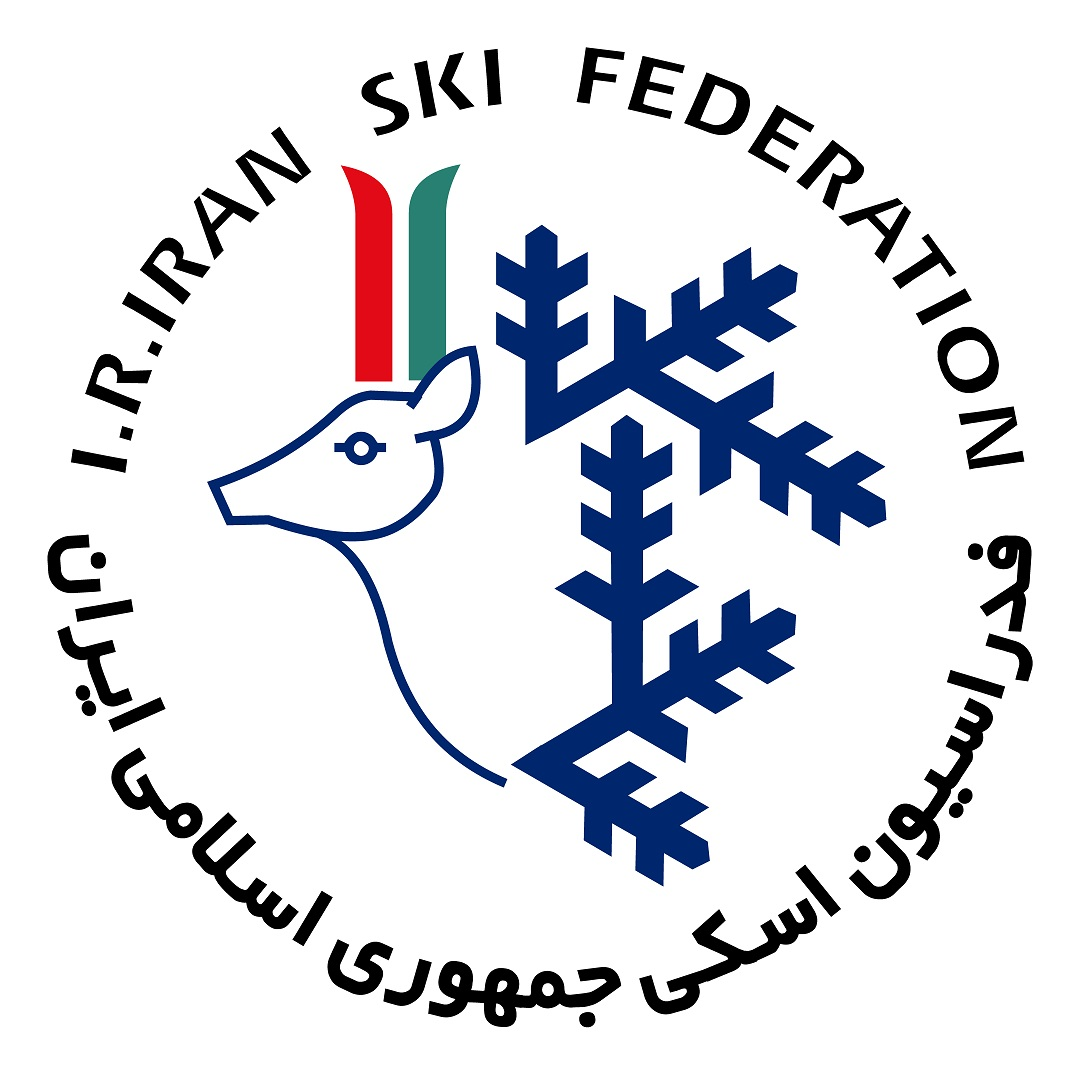
وبگاه رسمی: [https://web.archive.org/web/20200217195926/http://www.skifed.ir/ www.skifed.ir

اسکی ایران تا کنون موفق به حضور یازده دوره بازیهای المپیک زمستانی شده‌است و تنها رشته‌های حاضر در المپیک زمستانی رشته اسکی آلپاین و صحرانوردی بوده‌است. اسکی بازان ایران همچنین موفق به کسب مدال در بازیهای زمستانی آسیایی، مسابقات قهرمانی آسیا، مسابقات بین‌المللی (در بخش برف) و مسابقات قهرمانی جهان، مسابقات جام جهانی و مسابقات بین‌المللی (در بخش اسکی چمن) شده‌اند.

## تغییر نام و فعالیت به اسکی و ورزشهای زمستانی
در تاریخ هفدهم اردیبهشت ماه ۱۴۰۰ وزارت ورزش و جوانان نام فدراسیون اسکی را به فدراسیون اسکی و ورزشهای زمستانی تغییر داد تا فعالیت های این فدراسیون علاوه بر ورزش اسکی در دیگر رشته های ورزشهای زمستانی توسعه یابد.

## رشته‌های تیم ملی اسکی ایران
در حال حاضر رشته‌های آلپاین، صحرانوردی، اسنوبرد، اسکی چمن، هاکی، فری استایل، اسکی کوهستان و رول اسکی در فدراسیون اسکی فعالیت دارند.

## روسا و سرپرستان فدراسیون اسکی در طول تاریخ
فیلیکس آقایان (رئیس)
سرتیپ سپه پور (رئیس)
سرهنگ یحیائی (رئیس)
فیلیکس آقایان (رئیس)
عیسی ساوه شمشکی (رئیس)
شکر اله حیدری (رئیس)
عیسی ساوه شمشکی (رئیس)
دكتر محسن زاهدی (سرپرست)
عیسی ساوه شمشکی (رئیس)
ناصر طالبی (سرپرست)
برانوش نیک بین (سرپرست)
ناصر طالبی (رئیس)
احمد سعادت مند (سرپرست)
سید عبدی افتخاری (رئیس)
کورش صبوریان (سرپرست)
عباس نظریان (رئیس)

## تاریخچه اسکی در ایران
آن طور که برخی روایات می‌گویند دو گروه از خارجی‌هایی که به ایران آمدند اسکی مدرن را در ایران ترویج دادند. گروه نخست آلمانی‌هایی بودند که برای ساختن راه‌آهن ملی به ایران آمده بودن و با رسیدن زمستان به دامنه‌های البرز می‌رفتند و تورهای اسکی در آنجا برگزار می‌کردند. تماشای این ورزش پر هیجان وحرکات زیبایی که توسط آنها اجرا می‌شد برای محلی‌ها و روستاییان آن نواحی در نوع خودش بسیار جالب بود و باعث می‌شد تا تعداد زیادی از مردم برای تماشا جمع شوند.
گروه دوم ایرانی‌هایی تحصیل کرده در خارج از ایران (عمدتا فرانسه و سوئیس) بودند که بعد از اتمام تحصیلات و بازگشت یه ایران شروع به آموزش اسکی به مبتدیان و نوآموزان کردند.

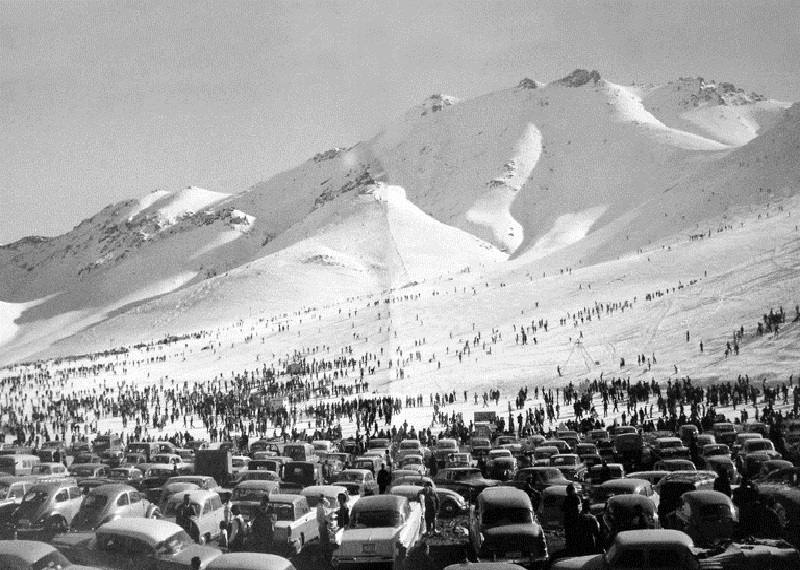
تصاویر قدیمی از اسکی در ایران

در سال‌های ۱۳۲۹ و ۱۳۲۰ به علت درگیر شدن جنگ جهانی دوم وسایل اسکی به ایران وارد نشد و ورزش اسکی چندان پیشرفتی نکرد. مجدداً در سال ۱۳۲۵ که باب روابط بازرگانی ایران و اروپا باز شد اسکی نیز رونق گرفت و وسایلش به ایران رسید.

## تأسیس فدراسیون اسکی در ایران
از وقایع مهم ورزشی دهه ۱۳۲۰ تولد فدراسیون‌های ورزشی ایران است. در این دهه نهضت المپیک در ایران با تأسیس کمیته ملی المپیک و به طبع آن فدراسیونهای ورزشی مختلف را بهمراه داشتند.
در سال ۱۳۲۵، پانزده فدراسیون از جمله فدراسیون اسکی تأسیس و آغاز به کارکرد.
اولین ریاست فدراسیون اسکی ایران را فیلیکس آقایان به عهده داشت که کاظم گیلان پور دبیری این فدراسیون را انجام می‌داد.
فدراسیون اسکی یکی از فدراسیون‌های ورزشی در ایران است که اداره کلیه امور رشته‌های ورزشی آلپاین، صحرانوردی، اسنوبرد، اسکی چمن، فری استایل و رول اسکی را برعهده دارد. فدراسیون اسکی ایران در حال حاضر یکی از اعضای فدراسیون بین‌المللی اسکی (FIS) است و در چندین کمیته این فدراسیون صاحب کرسی است.
اسکی ایران تا کنون موفق به حضور یازده دوره بازیهای المپیک زمستانی شده‌است و تنها رشته‌های حاضر در المپیک زمستانی رشته اسکی آلپاین و صحرانوردی بوده‌است. اسکی بازان ایران همچنین موفق به کسب مدال در بازیهای زمستانی آسیایی، مسابقات قهرمانی آسیا، مسابقات بین‌المللی (در بخش برف) و مسابقات قهرمانی جهان، مسابقات جام جهانی و مسابقات بین‌المللی (در بخش اسکی چمن) شده‌اند.

### تغییر نام به فدراسیون اسکی و ورزشهای زمستانی
در تاریخ هفدهم اردیبهشت ماه ۱۴۰۰ وزارت ورزش و جوانان نام فدراسیون اسکی را به فدراسیون اسکی و ورزشهای زمستانی تغییر داد تا فعالیت‌های این فدراسیون علاوه بر ورزش اسکی در دیگر رشته‌های ورزشهای زمستانی توسعه یابد.

## روسا و سرپرستان فدراسیون اسکی در طول تاریخ:[۲]
- فلیکس آقایان (رئیس)
- سرتیپ سپه پور (رئیس)
- سرهنگ یحیائی (رئیس)
- فلیکس آقایان (رئیس)
- عیسی ساوه شمشکی (رئیس)
- شکر اله حیدری (رئیس)
- عیسی ساوه شمشکی (رئیس)
- حسن زاهدی (سرپرست)
- عیسی ساوه شمشکی (رئیس)
- ناصر طالبی (سرپرست)
- برانوش نیک بین (سرپرست)
- ناصر طالبی (رئیس)
- احمد سعادت مند (سرپرست)
- سید عبدی افتخاری (رئیس)
- کورش صبوریان (سرپرست)
- عباس نظریان (رئیس)